# الشريف بن حبيليس
الشريف بن حبيليس بالفرنسية Chérif Benhabiles هو أول كاتب جزائري يكتب باللغة الفرنسية ولد سنة 1885 في ولاية قسنطينة شرق الجزائر العاصمة لعائلة قسنطينية عريقة ومثقفة وهذا ما يظهر جليا في مؤلفاته

## حياته ودراسته
تدرج الشريف بن حبيليس في المدارس الفرنسية النظامية الابتدائي والمتوسط والثانوي دون أن يهمل الحلقات التي كانت تقدمها مدارس جمعية العلماء إلى غاية دخوله جامعة الجزائر لدراسة الحقوق ليحصل على شهادة الدكتوراه كان يعتبر من المثقفين الجزائريين القلائل آنذاك لينظم بعدها إلى حركة الشباب ويعتقل عدة مرات ويعتبر من المدافعين عن الشعب الجزائري واستقلاله والمساواة مع المعمرين الفرنسيين

## اتجاهه السياسي
ينتمي لنفس الخط الذي ينتمي له فرحات عباس وهو التيار الداعي للحل السياسي للقضية الفرنسية وهذا ما جعل الكثيرين يتهمونه بالتخاذل في دعم الثورة المسلحة ضد الفرنسيين

## أعماله
يعتبر بن حبيليس أول روائي جزائري يكتب بالفرنسية وكان ذلك سنة 1914 بلغة فرنسية راقية جدا أذهلت الفرنسيين أنفسهم وجلبت له الاحترام الأدبي والعلمي الأوروبي وله عشرات المؤلفات منها :
1. l'Algerie française vue par un indigène 1914 edition fantana بالعربية الجزائر الفرنسية برؤية جزائري  سنة 1914 في 197 صفحة
2. la protection des mineurs indigenes en Algerie 1924 وهو كتاب قانوني معناه بالعربية  حماية القصر الجزائريين الأصليين في التشريع
3. la suppression des pouvoirs juridictionnels du cadi 1924 حذة السلطات التشريعية للمخاكم الأهلية  وهو أيضا كتاب قانوني يدافع فيه عن ازدواجية القضاء
4. Bilan cent ans en france 1940 p29 ميزانية فرنسا في مئة عام  في 29 صفحة
5. Interventions-débats parlementaires 1954 التدخلات البرلمانية وفي يسرد جميع مواضيع التدخلات التي قام بها

## اغتياله
أغتيل في أوت 1959 بفرنسا أياما بعد لقائه فرحات عباس في سويسرا حيث أتهمت فرنسا بتصفيته في حين أتهمت فرنسا جبهة التحرير الوطني باغتياله لأنه يمثل الخط المعتدل الرافض للعنف الداعي للحوار في الجزائر
1. ↑  senat.fr (بالفرنسية), QID:Q111695467
2. ↑  senat.fr (بالفرنسية), QID:Q111695467